# Hemicyclops aberdonensis
Hemicyclops aberdonensis är en kräftdjursart som först beskrevs av T. Scott och A. Scott 1892.  Hemicyclops aberdonensis ingår i släktet Hemicyclops och familjen Clausidiidae. Inga underarter finns listade i Catalogue of Life.